# 徳大寺実嗣
徳大寺 実嗣（とくだいじ さねつぐ、建久6年（1195年） - 建保元年（1213年）7月21日）は、鎌倉時代前期の公卿。

## 官歴
- 建仁元年（1201年）：従五位上
- 建仁2年（1202年）：右兵衛佐
- 元久元年（1204年）：正五位下
- 元久2年（1205年）：右近少将
- 建永元年（1206年）：従四位下、信濃介
- 承元元年（1207年）：正四位下、権中将
- 承元4年（1210年）：従三位
- 建暦2年（1212年）：正三位

## 系譜
- 父：徳大寺公継
- 母：三条実房の娘
- 弟：徳大寺実基